# Vukašin Jovanović
Vukašin Jovanović (in serbo Вукашин Јовановић?; Belgrado, 17 maggio 1996) è un calciatore serbo, difensore del Čukarički.

## Caratteristiche tecniche
È un difensore centrale.

## Carriera

### Club
Cresciuto nelle giovanili della Stella Rossa, debutta in prema squadra il 9 agosto 2014 nella sfida vinta 2-0 contro il Radnički Niš, subentrando nei minuti finali a Darko Lazić.

### Nazionale
Dopo aver partecipato con la Nazionale Under-19 serba agli Europei 2014 terminati al terzo posto, viene convocato dalla Nazionale Under-20 per i vittoriosi Mondiali 2015,

## Palmarès

### Club

#### Competizioni nazionali
- Coppa di Russia: 1

Zenit San Pietroburgo: 2015-2016
- Supercoppa di Russia: 1

Zenit San Pietroburgo: 2016
- Campionato cipriota: 1

Apollōn Limassol: 2021-2022
- Supercoppa di Cipro: 1

Apollōn Limassol: 2022

### Nazionale
- Campionato mondiale Under-20: 1

Nuova Zelanda 2015